# Filip Mrzljak
Filip Mrzljak (* 16. April 1993 in Zagreb) ist ein kroatischer Fußballspieler.

## Karriere

### Verein
Mrzljak begann seine Karriere bei Dinamo Zagreb. Zur Saison 2011/12 wurde er an den Zweitligisten Radnik Sesvete verliehen. Für Sesvete absolvierte er 20 Spiele in der 2. HNL zum Einsatz. Zur Saison 2012/13 kehrte er nicht mehr zu Dinamo zurück, sondern wechselte fest zum Ligakonkurrenten Lokomotiva Zagreb. Dort gab er im Juli 2012 sein Debüt in der 1. HNL. In seiner ersten Erstligaspielzeit kam er zu 16 Einsätzen. In der Saison 2013/14 absolvierte er 14 Partien in der 1. HNL.
Nach weiteren drei Einsätzen bis zur Winterpause 2014/15 wechselte Mrzljak im Februar 2015 nach Rumänien zu Pandurii Târgu Jiu. In Târgu Jiu spielte er bis Saisonende achtmal in der Liga 1. In der Saison 2015/16 kam er zu 25 Einsätzen im Rumäniens Oberhaus. In der Saison 2016/17 absolvierte er zwölf Spiele, ehe er den Klub im Januar 2017 verließ. Nach einem Halbjahr ohne Klub wechselte der Mittelfeldspieler zur Saison 2017/18 zu Astra Giurgiu. Für Astra kam er in der Saison 2017/18 zu 29 Einsätzen in der Liga 1. In der Saison 2018/19 spielte er 26 Mal.
Zur Saison 2019/20 zog er weiter zum Ligakonkurrenten Dinamo Bukarest. Für den Hauptstadtklub kam er zu 24 Einsätzen. Nach einer Saison verließ er Dinamo wieder. Nach mehreren Monaten ohne Klub wechselte Mrzljak nach Russland zum FK Ufa. Für Ufa kam er bis zum Ende der Spielzeit 2020/21 zu 15 Einsätzen in der Premjer-Liga. In der Saison 2021/22 absolvierte er 23 Spiele, mit Ufa stieg er allerdings aus der Premjer-Liga ab. Daraufhin verließ er Russland im Sommer 2022.
Nach erneut einem Halbjahr ohne Verein kehrte Mrzljak im Januar 2023 nach Kroatien zurück und schloss sich dem HNK Gorica an.

### Nationalmannschaft
Mrzljak spielte zwischen 2007 und 2013 41 Mal für kroatische Jugendnationalteams. Mit der U-19-Auswahl nahm er 2012 an der EM teil. Während des Turniers kam er in zwei von drei Partien Kroatiens zum Einsatz und war Kapitän des Landes, das als Gruppendritter in der Vorrunde ausschied. Dennoch war man durch dieses Resultat für die U-20-WM im folgenden Jahr qualifiziert. Für diese wurde Mrzljak auch in den Kader der kroatischen Mannschaft berufen, die er wieder als Kapitän anführte. Kroatien scheiterte im Achtelfinale, er absolvierte drei von vier Partien.